# Stausee Kops
Der Stausee Kops liegt in den österreichischen Alpen im Bundesland Vorarlberg auf der Grenze zwischen Silvretta und Verwall. Er hat einen Nutzinhalt von 42,9 Millionen Kubikmetern, was einem Energieinhalt von 127,45 Millionen Kilowattstunden entspricht.

## Lage
Der Wasserspiegel des Stausees liegt bei Vollstau knapp unterhalb des Zeinisjochs (1842 m) auf einer Seehöhe von 1809 m ü. A. Am Südufer schließt die namensgebende Alpe Kops an.

## Geschichte
Der Stausee Kops ist ein Stausee der illwerke vkw und wurde von 1962 bis 1969 angelegt. Der erste Vollstau erfolgte im November 1967, dabei bog sich die Hauptstaumauer um bis zu 55 mm durch. Er ist Speicher für das 1969 in Betrieb genommene Kopswerk I und das 2009 fertiggestellte, wesentlich leistungsstärkere und über einen separaten Stollen angebundene Kopswerk II.

## Wasserversorgung
Da der Stausee nur wenige Meter unterhalb der Passhöhe des Zeinisjochs liegt, würde er auf natürliche Weise nur von wenigen kleinen Bächen gespeist werden, weshalb man die Kraftwerke nur mit sehr wenig Wasser versorgen könnte. Daher werden mehrere Bäche, die eigentlich in die Trisanna bzw. die Rosanna und letztendlich in die Donau fließen würden, durch Tunnel in den Stausee umgeleitet. Das gefasste Wasser des Jambaches und weiterer Bäche der Tiroler Silvretta wird mit dem Pumpwerk Kleinvermunt in der Nähe der Tiroler Mautstelle der Silvretta-Hochalpenstraße in den Kopssee gepumpt. Dass Wasser aus Tiroler Bächen in den Kopssee und somit nach Vorarlberg geleitet wird, liegt daran, dass das Montafon um einige hundert Meter tiefer als das Paznauntal liegt und das Wasser so über deutlich größere Fallhöhen abgearbeitet werden kann.
Inklusive der Überleitungen kommt der Stausee Kops auf ein Einzugsgebiet von 170 km² und ein jährliches Wasserdarbieten von 233 Millionen m³.

## Technisches
Der Zu- und Abfluss für das Kopswerk I liegt in etwa 80 m, der für das Kopswerk II in etwa 70 m Tiefe unter dem Vollstau-Wasserspiegel.

## Tourismus
Den Stausee Kops kann man zu Fuß oder mit dem Fahrrad durch das Ganifer über eine extrem steile, schmale, für den allgemeinen Kfz-Verkehr gesperrte Straße von Partenen im Montafon erreichen. Die Bushaltestelle am Zeinisjochhaus wird von etwa Mitte Juni bis Ende September mit der Linie 260/4240 Landeck–Wirl–Bielerhöhe bedient. In der übrigen Zeit endet die Linie aus Landeck in Wirl. Es gibt eine Straße von Galtür im Paznaun. Ein Wanderweg führt um den See. Am nördlichen Ufer des Sees, in der Nähe der Staumauer, ist das Kopser Stüble, eine kleine, im Sommer und Frühherbst tagsüber geöffnete Gastwirtschaft. Im Nordosten des Stausees liegt das Vorbecken Zeinis. An seinem Ufer liegen das Gasthaus Zeinisjochhaus und ein kleiner Campingplatz. Im Winter wird eine Piste vom Galtürer Skigebiet auf der Straße zum Kopssee gewalzt.

## Weblinks

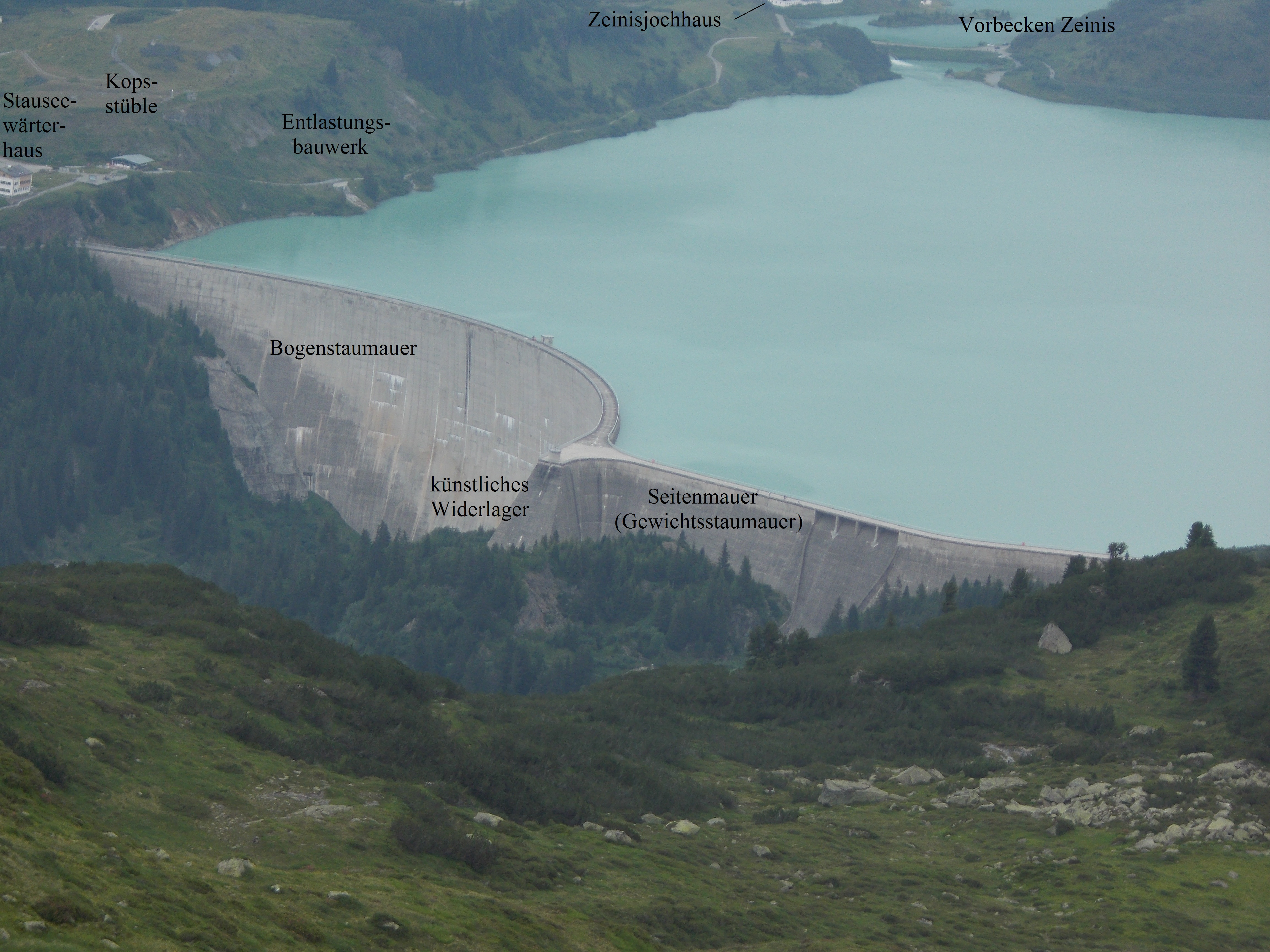
Kopssee von Südwesten, vom Breitspitz (2203 m)
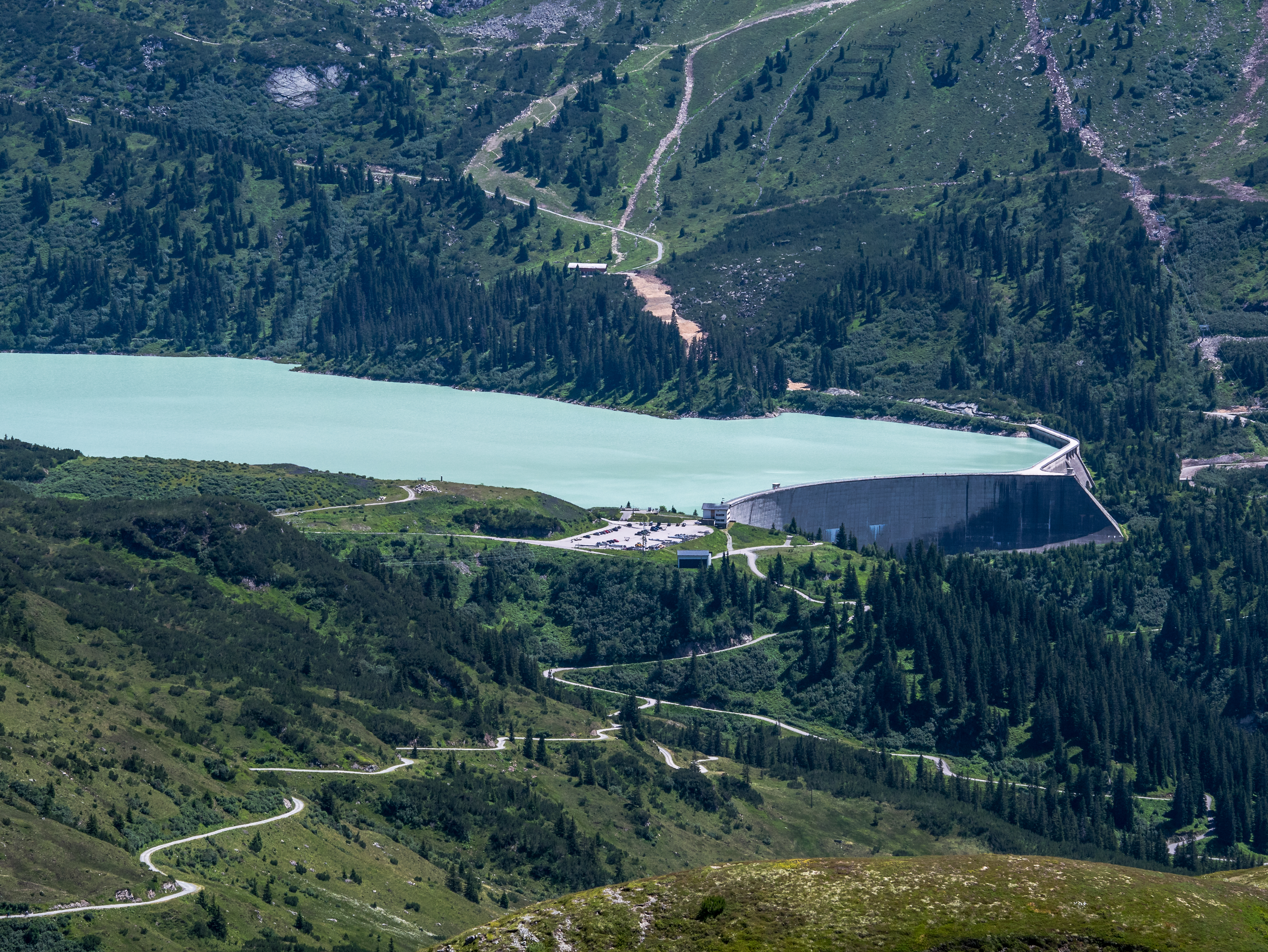
Stausee Kops (Blick von Nordwesten, von der Gibaualpe)
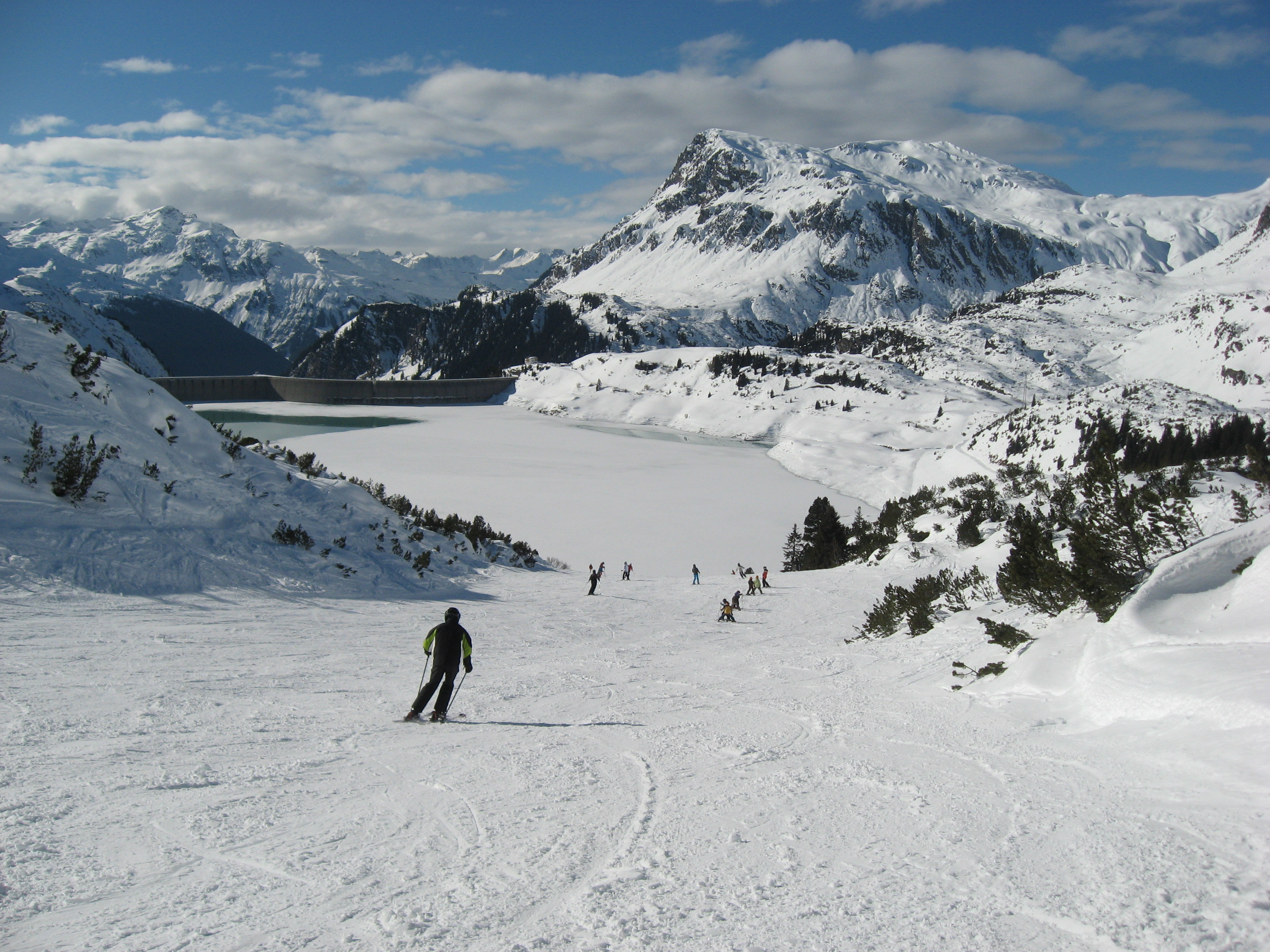
Skigebiet Silvapark mit Kopssee
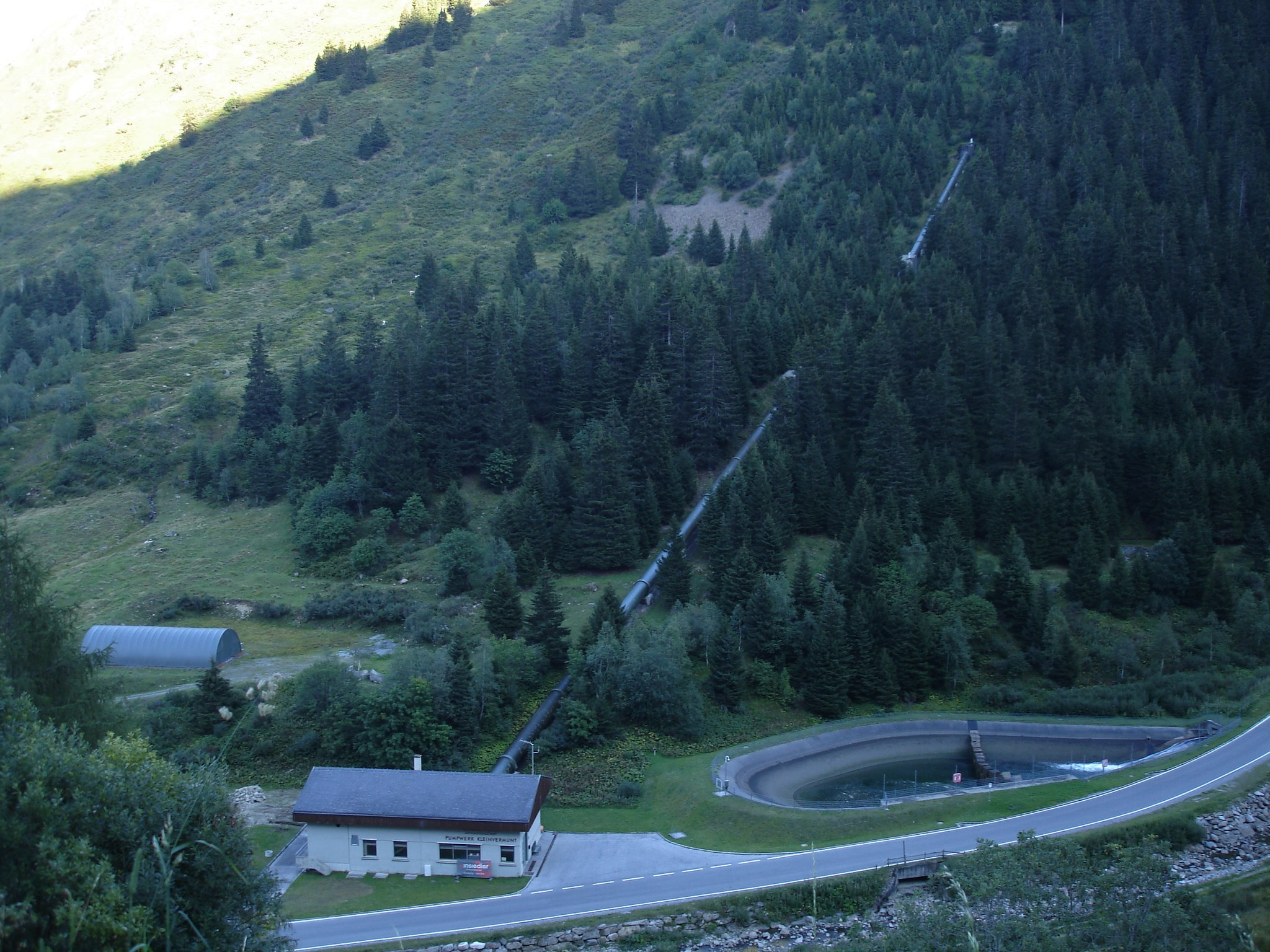
Das Pumpwerk Kleinvermunt drückt das von Tiroler Bächen südlich des Paznauns gefasste und aus der Fallrohrleitung kommende Wasser in den Kopssee
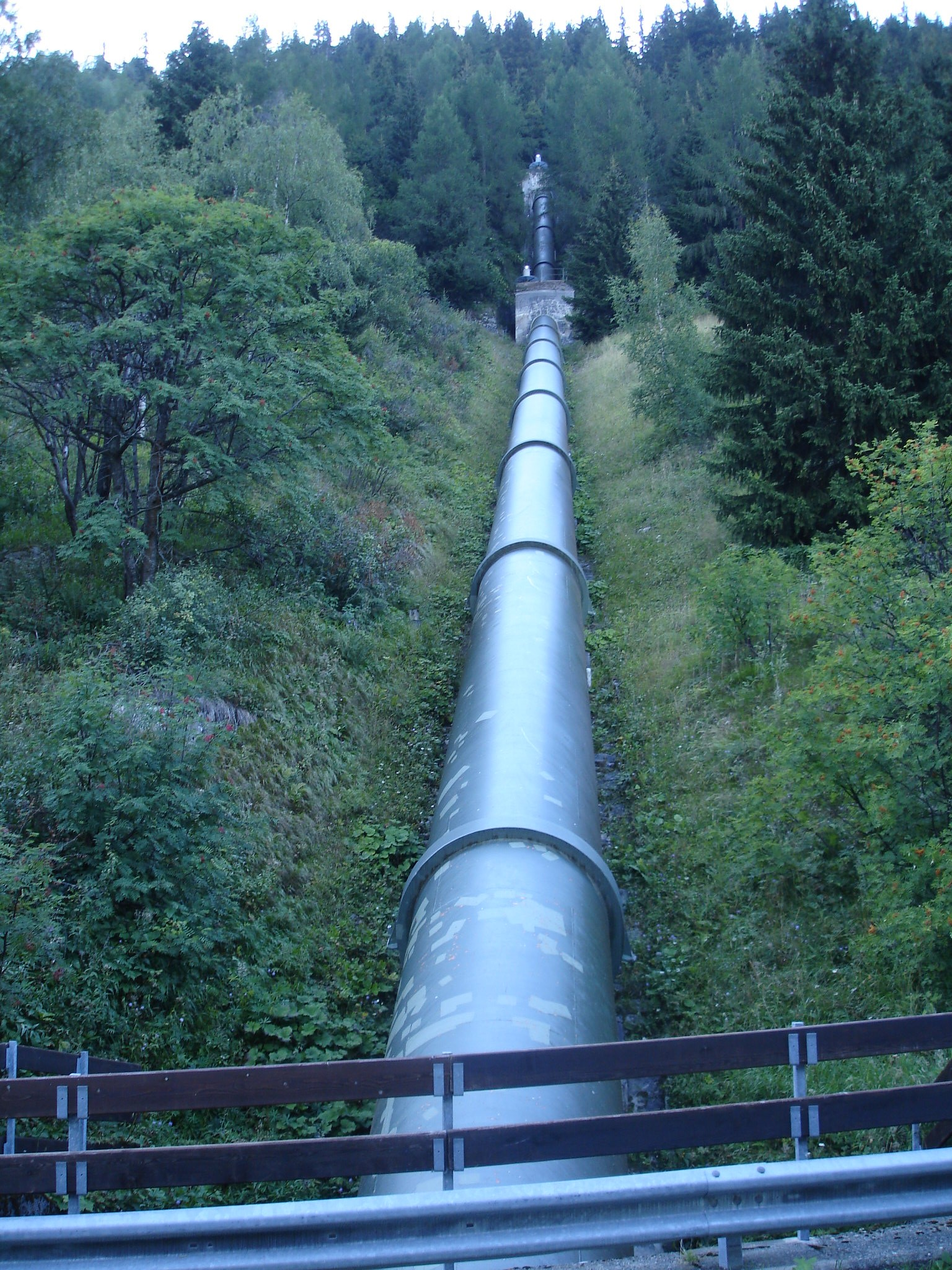
Steigleitung vom Pumpwerk Kleinvermunt zum Kopssee